# Sebald Justinus Brugmans

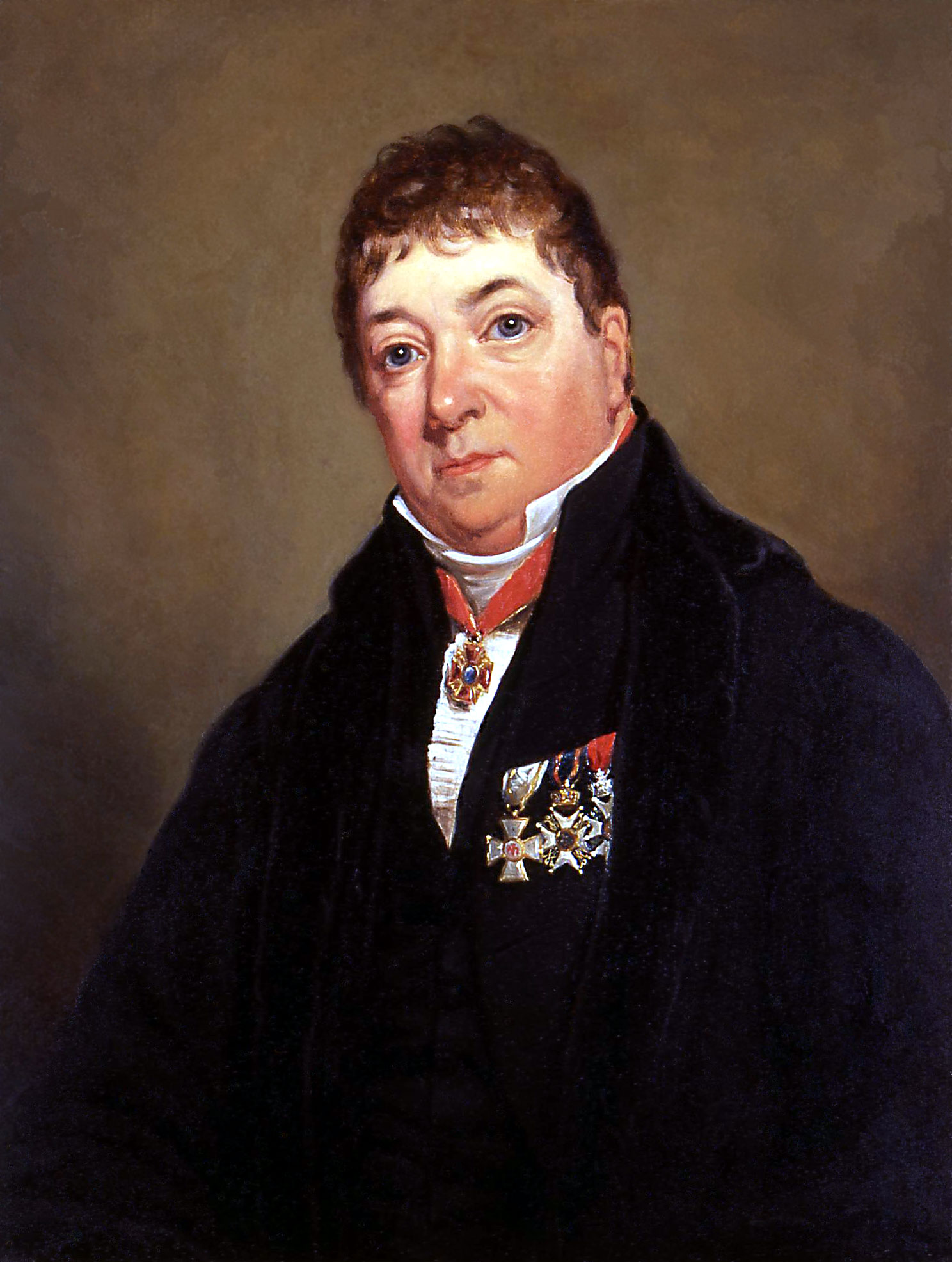
Sebald Justinus Brugmans (1763-1819) door Charles Howard Hodges

Sebald Justinus Brugmans (Franeker, 24 maart 1763 - Leiden, 22 juli 1819) was een Nederlandse arts, natuuronderzoeker en hoogleraar in meerdere natuurwetenschappen. Hij was de zoon van Antonius Brugmans, hoogleraar in de natuurlijke historie.

## Biografie
Toen Brugmans vijftien jaar oud was, werd hij student aan de universiteit van Groningen. Nadat hij drie jaar had gestudeerd, promoveerde hij op 3 juli 1781 tot doctor in de wijsbegeerte en meester in de vrije kunsten. Op 15 juni 1785 behaalde hij in Groningen zijn doctoraat in de geneeskunde. Op 1 november 1785 werd hij hoogleraar astronomie, metafysica, natuurkunde en wiskunde aan de Universiteit van Franeker. In 1786 werd hij benoemd tot hoogleraar in de botanie aan de universiteit van Leiden als opvolger van David van Royen. Tevens werd Brugmans de opvolger van Van Royen als directeur (praefectus horti) van de Hortus botanicus Leiden. Bij de hortus werkte hij samen met hortulanus Nicolaas Meerburgh, zijn rechterhand.
Na de dood van J. Allamand werd Brugmans in 1787 ook nog hoogleraar in de natuurlijke historie. Op zijn eigen verzoek werd hij in 1795 aangesteld als hoogleraar geneeskunde aan de medische faculteit van de Leidse universiteit. In 1800 volgde hij Van Volteren op als hoogleraar in de chemie, zodat Brugmans nu hoogleraar in vier disciplines was: botanie, chemie, geneeskunde en natuurlijke historie.
Op geneeskundig gebied werd Brugmans gezien als een autoriteit. Vanaf 1795 organiseerde hij de militaire gezondheidszorg als directeur van 'Geneeskundig Bureau der Bataafsche Republiek' en regelde hij de organisatie van alle faciliteiten in het Leids militair hospitaal. Hem werd zelfs de positie van minister van defensie aangeboden, maar die weigerde hij. In 1799 organiseerde hij de medische hulp na de slag met geallieerde Britse en Russische troepen, die het stadhouderlijk gezag probeerden te herstellen. Alleen in Leiden werd er al gezorgd voor vierduizend gewonden. Er werd een militaire medische school opgericht in Leiden, die de goedkeuring had van koning Lodewijk Napoleon Bonaparte. Lodewijk Napoleon vond de medische opleiding in Leiden superieur ten opzichte van die in Frankrijk. Lodewijk Napoleon was erg gecharmeerd van Brugmans. Brugmans werd benoemd tot Inspecteur-Generaal van de Franse Keizerlijke Gezondheidsdienst waarbij hij zich inzette voor de medische faciliteiten en de verbetering van de levensomstandigheden van de militairen. Door zijn aanpak wist hij epidemische ziekten en koudvuur (hospitaalversterving) te bestrijden. Hij was overtuigd van het infectueuze karakter van koudvuur en streed voor hygiënische omstandigheden, waarmee hij als voorloper van Ignaz Semmelweis kan worden gezien.
Brugmans werd in de napoleontische periode ook benoemd tot rector magnificus van de Leidse universiteit.. Als rector magnificus deed hij veel om de positie van de universiteit te versterken. De universiteit mocht al zijn bezittingen behouden terwijl de regering de schulden betaalde en een jaarlijkse subsidie van 100.000 Franse frank verstrekte. Dit was opmerkelijk, aangezien de Universiteit van Harderwijk en de Universiteit van Franeker in de napoleontische periode op 22 oktober 1811 per decreet van Napoleon Bonaparte werden gesloten. In 1811 had Brugmans Parijs bezocht om te weten wat Napoleon Bonaparte voor plannen had met de universiteit. Waarschijnlijk leidden Brugmans' onderhandelingen ertoe dat de Leidse universiteit bleef behouden. Napoleon noemde Brugmans een “professor in alles”. Dit ging ten koste van andere universiteiten en zette kwaad bloed bij veel andere academici. Tot december 1813 bleef Brugmans rector magnificus, toen hij na de aftocht van de Fransen en de terugkeer van de Oranjes in Nederland uit deze functie werd ontheven. Zeer waarschijnlijk gebeurde dit vanwege zijn weinig welwillende houding ten opzichte van de universiteiten buiten Leiden ten tijde van Napoleon.
Na de val van Napoleon Bonaparte in 1813 was Brugmans gedurende korte tijd persona non grata, omdat hij had gediend onder het bewind van de vijand. Dit is opmerkelijk te noemen omdat veel voormalige bestuurders onder Napoleon wel behouden bleven. Na interventie van zijn broer, Pibo Antonius Brugmans die een emotionele brief schreef aan koning Willem I, werd hij echter gerehabiliteerd. Na zijn rehabilitatie werd Sebald Justinus Brugmans benoemd tot medisch inspecteur-generaal van het leger en later kreeg hij ook nog dezelfde functie bij de marine. Dankzij zijn inspanningen en organisatievermogen was hij verantwoordelijk voor de noodhulp in Brussel van meer dan 27.000 gewonden na de Slag bij Waterloo op 18 juni 1815. Door zijn inspanningen werden ernstige epidemieën voorkomen. Brugmans kreeg van koning Willem I de opdracht om het door de Fransen naar Parijs gebrachte naturaliënkabinet (verzameling van natuurlijke objecten) van de Stadhouders terug te vorderen. Dit lukte Brugmans ten dele omdat Jean-Baptiste de Lamarck en Georges Cuvier een aantal objecten wilden behouden voor hun onderzoek. De op 19 december 1815 in Nederland gearriveerde verzameling werd door de koning aan de Leidse universiteit geschonken.
Tussen 1806 en 1813 trok Brugmans meer tijd uit voor de Leidse hortus. In 1807 schreef hij een brief aan de curatoren van de Leidse universiteit om hen te informeren over de toestand van de hortus. Er ontbraken veel bekende planten, omdat er door de oorlogen geen correspondentie was onderhouden met de Nederlandse koloniën. De broeikassen waren in een slechte staat en waren geen fondsen om de tuin te onderhouden. Brugmans zorgde ervoor dat de plantencollectie van de voormalige hortus van de Universiteit van Harderwijk opgenomen werd in de collectie van de Leidse hortus.
In 1816 werd de hortus onder Brugmans leiding fors uitgebreid. Er werd een stuk grond verworven waardoor de oppervlakte van de hortus verviervoudigde. Dit was de grootste oppervlakte van de Leidse hortus in zijn bestaan. De inrichting van de tuin werd opnieuw ontworpen en kreeg een Engelse landschapsstijl. Het ontwerp was het werk van T.F.L. Nees von Esenbeck die tussen 1817 en 1819 in Leiden verbleef. Brugmans had ook nog het idee om in de hortus een dierentuin te beginnen naar het voorbeeld van Jardin des Plantes in Parijs. Dit idee kon hij echter niet meer uitvoeren. In 1819 verscheen Brugmans' Elenchus Plantarum quae, in Horto Lugduno-Batava coluntur, een catalogus van de planten die in 1818 in de hortus gehouden werden. Uit dezelfde periode dateerde de zaadlijst die aan andere botanische tuinen en particuliere liefhebbers werd gezonden, een initiatief dat heden ten dage nog steeds plaatsvindt. In 1857 werd de hortus gedwongen om onder Brugmans verworven grond over te dragen voor de bouw van de Sterrewacht Leiden.

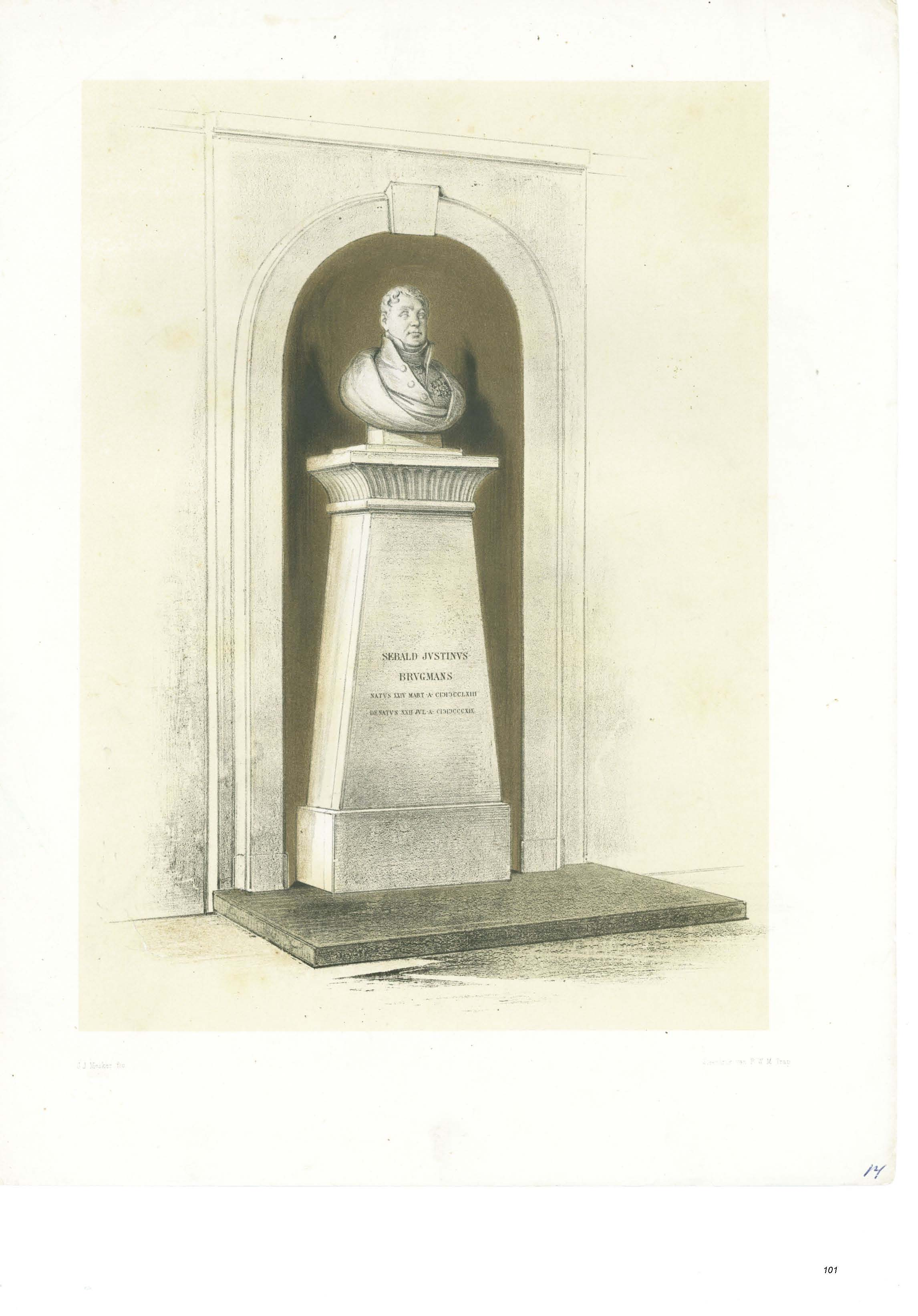
Grafmonument voor Brugmans in de Pieterskerk te Leiden.

Brugmans had gedurende zijn leven nog meer functies, waaronder lijfarts van koning Lodewijk Napoleon Bonaparte, lid van 23 genootschappen en voorzitter van de kunstacademie Leiden. Op 4 mei 1808 werd hij geïnstalleerd als lid van het Koninklijk Instituut van Wetenschappen, Letterkunde en Schoone Kunsten. Ook was hij een van de samenstellers van de Pharmacopoea Batava, het eerste Nederlandse receptenboek voor apothekers. Tevens was hij adviseur van de overheid met betrekking tot veeartsenijkundig onderwijs en onderzoek. Tussen 1806 en 1809 was hij lid van de Staatsraad.
Brugmans was ook een verwoed verzamelaar van natuurlijke preparaten als mensenharten, soldatenschedels met verwondingen (deze werden hem toegezonden door artsen die door hem waren opgeleid en in het leger van Napoleon Bonaparte dienden en werden door hemzelf verzameld na afloop van de Slag bij Waterloo in 1815), hoornen, huiden, beenderen, dierlijke skeletten en anatomische malformaties als congenitale afwijkingen, die heden ten dage nog steeds zijn te bezichtigen in Rijksmuseum Boerhaave.
In de nacht van 22 op 23 juli 1819 overleed Brugmans op 56-jarige leeftijd. Omdat zijn beoogde opvolger als hoogleraar botanie en hortusdirecteur, C.G.C. Reinwardt nog actief was in Nederlands-Indië , werd de natuuronderzoeker Hendrik Carel van der Boon Mesch (nog student onder Brugmans) gedurende ruim drie jaar aangesteld als tijdelijk plaatsvervanger. Hoogleraar Kraus, een medicus-chemicus, verzorgde de colleges chemie en de hoogleraar theologie Clarisse verzorgde de colleges natuurlijke historie. De Hollandsche Maatschappij van Fraaije Kunsten en Wetenschappen schreef een prijsvraag uit voor een lofrede op Brugmans. De inzending van H.C. van der Boon Mesch werd onderscheiden met de gouden erepenning en die van A. Capadose met de zilveren erepenning.

Brugmans werd begraven in de Pieterskerk. Zes jaar later liet zijn broer aldaar een monument voor hem oprichten. Het piëdestal hiervoor was ontworpen door David Pièrre Giottino Humbert de Superville; het monument is vervaardigd door Paulus Joseph Gabriël.
Naast de buste op zijn grafmonument is er een portret van Brugmans bewaard gebleven, dat is geschilderd door Charles Howard Hodges. Het plantengeslacht Brugmansia is door Christiaan Hendrik Persoon naar hem vernoemd.